# Herrarnas linjelopp i landsvägscykling vid olympiska sommarspelen 1976
Herrarnas linjelopp i landsvägscykling vid olympiska sommarspelen 1976 ägde rum den 26 juli 1976 i Montréal. Först i mål kom svensken Bernt Johansson, som gjort en utbrytning 5 kilometer före mål.

## Medaljörer
| Event               | Guld                    | Silver                      | Brons                    |
| Herrarnas linjelopp | Bernt Johansson Sverige | Giuseppe Martinelli Italien | Mieczysław Nowicki Polen |

## Resultat
| Placering | Cyklist                    | Tid       |
| --------- | -------------------------- | --------- |
|           | Bernt Johansson (SWE)      | 4:46:52.0 |
|           | Giuseppe Martinelli (ITA)  | 4:47:23.0 |
|           | Mieczysław Nowicki (POL)   | —         |
| 4.        | Fons De Wolf (BEL)         | —         |
| 5.        | Nikolay Gorelov (URS)      | —         |
| 6.        | George Mount (USA)         | —         |
| 7.        | Jean-René Bernaudeau (FRA) | —         |
| 8.        | Vittorio Algeri (ITA)      | —         |
| 9.        | Klaus-Peter Thaler (FRG)   | —         |
| 10.       | Bernardo Alfonsel (ESP)    | 4:47:27.0 |
| 11.       | Stanisław Szozda (POL)     | 4:49:01.0 |
| 12.       | Ryszard Szurkowski (POL)   | —         |
| 13.       | Vlastimil Moravec (TCH)    | —         |
| 14.       | Carlos Cardet (CUB)        | —         |
| 15.       | Garry Bell (NZL)           | —         |
| 16.       | Karl-Dietrich Diers (GDR)  | —         |
| 17.       | Aleksandr Averin (URS)     | —         |
| 18.       | Herbert Spindler (AUT)     | —         |
| 19.       | Wilfried Trott (FRG)       | —         |
| 20.       | Harry Hannus (FIN)         | —         |
| 21.       | Roman Humenberger (AUT)    | —         |
| 22.       | Alvaro Pachón (COL)        | —         |
| 23.       | Luis Manrique (COL)        | —         |
| 24.       | Pierre Harvey (CAN)        | —         |
| 25.       | Arie Hassink (NED)         | —         |
| 26.       | Roberto Ceruti (ITA)       | —         |
| 27.       | Wolfgang Steinmayr (AUT)   | —         |
| 28.       | Clyde Sefton (AUS)         | —         |
| 29.       | Sven-Åke Nilsson (SWE)     | —         |
| 30.       | Jan Brzezny (POL)          | —         |
| 31.       | Carmelo Barone (ITA)       | —         |
| 32.       | Rafael Ladron (ESP)        | —         |
| 33.       | Juan Moral (ESP)           | —         |
| 34.       | Remo Sansonetti (AUS)      | —         |
| 35.       | Joseph Waugh (GBR)         | —         |
| 36.       | Frank Hoste (BEL)          | —         |
| 37.       | Hans-Peter Jakst (FRG)     | —         |
| 38.       | Thorleif Andresen (NOR)    | —         |
| 39.       | Valery Chaplygin (URS)     | —         |
| 40.       | Leo van Vliet (NED)        | —         |
| 41.       | Petr Bucháček (TCH)        | 4:54:26.0 |
| 42.       | John Howard (USA)          | —         |
| 43.       | Dudley Hayton (GBR)        | —         |
| 44.       | Aavo Pikkuus (URS)         | 4:54:49.0 |
| 45.       | Rúben Camacho (MEX)        | —         |
| 46.       | Peter Weibel (FRG)         | —         |
| 47.       | Dirk Heirweg (BEL)         | 4:55:41.0 |
| 48.       | Eddy Schepers (BEL)        | —         |
| 49.       | Stoyan Bobekov (BUL)       | 4:58:35.0 |
| 50.       | Ad Tak (NED)               | 5:00:19.0 |
| 51.       | Rudolf Mitteregger (AUT)   | —         |
| 52.       | Vern Hanaray (NZL)         | —         |
| 53.       | Ramón Noriega (VEN)        | 5:03:13.0 |
| 54.       | Gilles Durand (CAN)        | —         |
| 55.       | Geir Digerud (NOR)         | 5:04:42.0 |
| 56.       | David Boll (USA)           | 5:05:00.0 |
| 57.       | Richard Trinkler (SUI)     | —         |
| 58.       | José Ollarves (VEN)        | 5:07:09.0 |

### Avslutade inte loppet
| Argentina - Juan Carlos Haedo - Osvaldo Benvenuti - Osvaldo Frosasco - Raúl Labbate Australien - Alan Goodrope - Peter Kesting Bolivia - Marco Soria Bulgarien - Ivan Popov - Martin Martinov - Nedyalko Stoyanov Kanada - Tom Morris - Brian Chewter Colombia - Miguel Samaca - Abelardo Rios Costa Rica - Carlos Alvarado Kuba - Roberto Menéndez - Gregorio Aldo Arencibia - Jorge Pérez Tjeckoslovakien - Petr Matoušek - Vladimír Vondráček Danmark - Verner Blaudzun - Jørgen Emil Hansen - Bent Pedersen - Willy Skibby Östtyskland - Gerhard Lauke - Hans-Joachim Hartnick - Siegbert Schmeisser | Frankrike - Christi Jourdain - Francis Duteil - René Bittinger Storbritannien - Philip Griffiths - William Nickson Grekland - Mikhail Kountras Hongkong - Kwong Chi Yan - Chan Fai Lui - Tang Kam Man - Chan Lam Hams Iran - Asghar Khodayari - Hassan Aryanfar - Mahmoud Delshad - Mohamed Ali Acha-Cheloi Irland - Alan McCormack - Oliver McQuaid Jamaica - Errol Walters Luxemburg - Lucien Didier - Marcel Thull Malaysia - Yahya Ahmad Mexiko - Luis Ramos - José Castañeda - Rodolfo Vitela Nicaragua - David Iornos - Hamblin González - Manuel Largaespada - Miguel Espinoza | Nederländerna - Frits Schür Norge - Pål Henning Hansen - Stein Bråthen Nya Zeeland - Jamie Richards San Marino - Daniele Cesaretti Spanien - Paulino Martínez Schweiz - Hansjörg Aemisegger - Robert Thalmann - Serge Demierre Sverige - Leif Hansson - Alf Segersäll Thailand - Panya Dinmuong Singprayool - Alee Wararong - Chartchai Juntrat - Prajin Rungrote Uruguay - Carlos Alcántara - Víctor González - Waldemar Pedrazzi - Washington Díaz USA - Michael Neel Venezuela - Justo Galaviz - Nicolas Reidtler |